# Адолф I (Насау-Висбаден-Идщайн)
Адолф I фон Насау-Висбаден-Идщайн (на немски: Adolf I von Nassau-Wiesbaden-Idstein; * 1307, Идщайн; † 17 януари 1370, Идщайн) от Валрамската линия на Дом Насау е от 1344 до 1370 г. граф на Насау-Висбаден, Идщайн и Вайлбург. Основател е на линията Насау-Идщайн.

## Биография
Той е най-възрастният син на граф Герлах I (* ок. 1285; † 1361) и първата му съпруга Агнес фон Хесен († 1332), дъщеря на ландграф Хайнрих Млади фон Хесен и Агнес Баварска, сестра на император Лудвиг Баварски (* 1282; † 1347). Баща му е вторият син на император Адолф от Насау (* 1250; † 1298). Брат е на Йохан I (* 1309; † 20 септември 1371), граф на Насау-Вайлбург, Герлах фон Насау (1322 – 1371), архиепископ на Майнц, Аделхайд (* ок. 1311; † 8 август 1344), Елизабет (* ок. 1326; † сл. 1370). Полубрат е на Крафт (* сл. 1333; † 1356), граф на Насау-Зоненберг, убит в битката при Поатие, и на Рупрехт VII (ок. 1340 – 1390), граф на Насау-Зоненберг.
От 1338 г. Адолф участва в управлението с баща си и през 1346 г. след абдакацията му поема управлението заедно със светските си братя. През 1355 г. братята поделят наследството.
Адолф е на страната на Карл IV. Строи замък Адолфсек (днес в Бад Швалбах). Погребан е в манастир Кларентал.

## Фамилия
Адолф се сгодява на 13 септември 1327 г. и се жени в Мюнхен през 1332 г. за Маргарета фон Нюрнберг († сл. 13 ноември 1382), дъщеря на Фридрих IV, бургграф на Нюрнберг и съпругата му Маргарета фон Гьорц. Те основават линията Насау-Идщайн. Те имат децата:
- Герлах II (1333 – сл. 1386), трябва да наследи баща си, женен пр. 1360 г. за Агнес фон Велденц († сл. 1398)
- Фридрих († 1371), каноник в Майнц
- Агнес фон Насау-Висбаден († 1376), омъжена I. на 8 април 1347 г. за граф Вернер IV фон Витгенщайн († 1359), II. пр. 1361 г. за Еберхард I фон Епщайн († 1391)
- Маргарета († 1369/1380), абатиса в манастир Кларентал
- Елизабет († 1389), омъжена на 18 юни 1361 г. за граф Дитер VIII фон Катценелнбоген († 1402)
- Адолф (1353 – 1390), архиепископ на Майнц (1381 – 1390)
- Йохан „Млади“ (1353 – 1420), курмайнцски щатхалтер в Айхсфелд
- Анна (* ок. 1351; † 28 октомври), абатиса в Кларентал
- Валрам IV (1354 – 1393), наследява баща си, женен 1374 г. за Берта фон Вестербург († 1418)
- Йохан († 1419), архиепископ на Майнц (1397 – 1419)
- Катарина фон Насау-Висбаден († 1403), омъжена на 10 юни 1373 г. за Райнхард II фон Вестербург (1354 – 1421)
- Родорета, омъжена за Йохан фон Вертхайм
- Фридрих, Валрам, Йохан, Йохана, Аделхайд, умират малки.

Адолф има с метреса син:
- Йохан Адолф фон Насау († 1420), каноник в Майнц, Ерфурт и др.